# Alessandra Prosdocimo
Alessandra Prosdocimo (Feltre, 4 febbraio 1996) è una judoka italiana.

## Biografia

### Carriera giovanile
Con la maglia azzurra della nazionale italiana ha conquistato la Coppa Europa, salendo per quattro volte consecutive sul podio continentale, per indossare due medaglie d'oro in Spagna e in Repubblica Ceca e due medaglie di bronzo a Zagabria e a Berlino, ottenendo così il primo posto nella Ranking List delle migliori Judoka europee. Ha infine vinto il Campionato Europeo svoltosi nel Giugno 2012 nella città di Bar in Montenegro.